# Cunnie Williams
Pour les articles homonymes, voir Williams.
Cunnie Williams est un chanteur de soul né le 17 mars 1963 à Los Angeles dans le secteur de South Los Angeles et mort en août 2024. Il est surtout connu pour ses singles Saturday (featuring Monie Love), A world Celebration (featuring Heavy D) et Come Back To Me.

## Biographie
Williams est né à Los Angeles en 1963. Durant toute sa jeunesse, il joue au basket et sa grande taille aurait pu lui permettre de faire carrière dans le sport. Mais l'athlète de 2,05 mètres prend un chemin musical qui l'emmène en Allemagne où vit sa compagne. C'est elle qui l'incite à se lancer dans la chanson et le recommande à un producteur de Hanovre. Cunnie Williams sort son premier album à succès "Comin' from the Heart of the Ghetto" en 1995. Ses succès incluent le single "Saturday" qui a été classé en Italie, la chanson "Come Back to Me" qui a été classée en France, et l'album Night Time in Paris qui a été classé en France. La chanson de Williams "Life Goes On" figure sur la bande originale du film Comme un aimant. Cunnie Williams accède à la notoriété mondiale grâce à son tube planétaire nommé Saturday remixé par Mousse T.. Cunnie William meurt en août 2024,.

## Barry White
Cunnie Williams a déjà un certain nombre de textes en réserve et son producteur lui fait enregistrer dans l'urgence un premier opus, Comin From The Heart Of The Ghetto qui sort en 1994. Succès d'estime tout comme pour le suivant, Love Started Heart, deux ans plus tard. Néanmoins, on commence à remarquer cette voix particulière proche de Barry White et d'Isaac Hayes, avec son tube planétaire nommé Saturday (remix by Mousse T.)

## Night Time In Paris(2002)
C'est Mousse T qui produit l'opus suivant, Star Hotel, en 1999. Cunnie Williams tombe amoureux de la France et collabore ensuite avec le collectif marseillais de La Cosca (IAM, Akhenaton) sur le titre Life Goes On issu de la bande originale du film Comme un aimant sorti en 2000. C'est donc avec une équipe française qu'il enregistre son nouvel album Night Time In Paris en 2002.
Épaulé par Sandro Albadonato et Quentin Bachelet — le fils de Pierre —, il triomphe enfin. Entre soul et R'n'B moderne, les singles Come Back To Me et War Song deviennent vite des gros succès.
Dans la foulée, il part en tournée dans l'Hexagone et participe à la première tournée française de Night of the Proms. C'est à l'occasion de ces concerts qui mêlent pop et musique classique qu'il rencontre Florent Pagny.

## Inside My Soul(2004)
Les deux artistes se retrouvent pour un duo sur le cinquième album de Cunnie Williams, Inside My Soul, en 2004. Le titre Are You My Friend ? y prend place aux côtés des singles Superstar et For The Children.
Un duo avec la rappeuse française Diams apparaît. La chanson s'appelle Victim Of My Lust.
Malgré un disque de très bonne facture, c'est un échec commercial important et le chanteur annule même ses concerts prévus à Paris au début de l'année 2005. Il repart alors en studio.
En 2008, il sort son premier best-of disponible depuis le 10 novembre, inclus un album inédit nommé No place like home.

## Discographie
- 2008 : No Place Like Home
- 2008 : Best Of
- 2004 : Inside my soul
- 2002 : Night time in Paris
- 1999 : Star hotel
- 1996 : Love Starved Heart
- 1995 : Comin' from the heart of the ghetto